# Gregorio Marañón
Gregorio Marañón y Posadillo (Madrid, 19 de maio de 1887 – Madrid, 27 de março de 1960) foi um médico, cientista, historiador, escritor e filósofo espanhol, pertencente à geração de 1914.
Foi membro titular da Real Academia Espanhola, de História, de Belas Artes, de Medicina e de Ciências Exatas, Físicas e Naturais). Foi um dos fundadores — junto com Ortega y Gasset e Pérez de Ayala— da Agrupación al Servicio de la República, embora posteriormente tenha criticado a incapacidade da Segunda República de unir todos os espanhóis.
Sepultado no Cemitério de San Justo.

## Publicações
Além de inúmeros artigos, monografias científicas (mais de 500) e prólogos de livros (escreveu 220), escreveu os seguintes livros:

### Medicina
- La sangre en los estados tiroideos (1911)
- Investigaciones anatómicas sobre el aparato paratiroideo del hombre (1911)
- Las glándulas de secreción interna y las enfermedades de la nutrición (1913)
- La doctrina de las secreciones internas. Su significación biológica y sus aplicaciones a la clínica (1915)
- Manual de Medicina Interna (1916)
- La edad crítica (1919)
- Problemas actuales de la doctrina de las secreciones internas (1922)
- Gordos y flacos (1926)
- Tres ensayos sobre la vida sexual (1926)
- Estados prediabéticos (1927)
- El bocio y el cretinismo (1927)
- El problema de las febrículas (1927)
- Manual de enfermedades del tiroides (1929)
- La diabetes insípida (1929)
- Los accidentes graves de la enfermedad de Addison. Madrid, Morata.(1929). 79 pp.
- Los estados intersexuales en la especie humana. Madrid, Morata. (1929). 262 pp.
- El problema social de la infección (1929)
- Amor conveniencia y eugenesia (1929)
- Endocrinología (1930)
- La evolución de la sexualidad y los estados intersexuales. Madrid, Morata. (1930). 271 pp.
- Estudios de fisiopatología sexual (1931)
- Amiel. Un estudio sobre la timidez (1932)
- Once lecciones sobre reumatismo (1933)
- Los problemas clínicos de los casos fáciles (1937)
- El climaterio de la mujer y del hombre (1937)
- Estudios de endocrinología (1938)
- Manual de las enfermedades endocrinas y del metabolismo (1939)
- Estudios sobre Fisiopatología hipofisaria (1940)
- Nuevos problemas clínicos de las secreciones internas (1940)
- El diagnóstico precoz en endocrinología (1940)
- Alimentación y regímenes alimentarios (1942)
- Relatos de endocrinología (1944)
- Manual de diagnóstico etiológico (1946)
- Crítica de la Medicina dogmática (1950)
- Diecisiete lecciones sobre reumatismo (1951)
- El crecimiento y sus trastornos (1953)
- La medicina y nuestro tiempo (1954)
- Fisiopatología y clínica endocrinas (1955)

### História
- Ensayo biológico sobre Enrique IV de Castilla y su tiempo (1930)
- Las ideas biológicas del Padre Feijoo (1934)
- España y la historia de América (1935)
- Vocación y ética (1936)
- El Conde-Duque de Olivares. La pasión de mandar (1936)
- Tiberio. Historia de un resentimiento (1939)
- Tiempo viejo y tiempo nuevo (1940)
- Don Juan. Ensayo sobre el origen de su leyenda (1940)
- Luis Vives. Un español fuera de España (1942)
- Antonio Pérez. El hombre, el drama, la época (1947)
- Españoles fuera de España (1947)
- Los procesos de Castilla contra Antonio Pérez (1947)
- Cajal. Su tiempo y el nuestro (1950)
- El marqués de Valdecilla (1951)
- Efemérides y comentarios (1955)
- El Greco y Toledo (1957)
- Los tres Vélez, una historia de todos los tiempos (1960, publicado em 1962)
- Expulsión y diáspora de los moriscos españoles (manuscrito inédito encontrado em 1980 e publicado em 2004 pela Santillana Ediciones)

### Pensamento
- Biología y feminismo (1920)
- Sexo, trabajo y deporte (1925)
- Raíz y decoro de España (1933)
- Vocación y ética (1935)
- Psicología del gesto (1937)
- Liberalismo y comunismo» (1937)
- Crónica y gesto de la libertad (1938)
- Elogio y nostalgia de Toledo (1941)
- Vida e historia (1941)
- Ensayos liberales (1946)
- Españoles fuera de España (1947)
- El alma de España (1951)